# Colditz
Colditz este un oraș din landul Saxonia, Germania.Se află lângă Râul Mulde, la o altitudine de 156 m deasupra nivelului mării. Are o suprafață de 84,09 km². Populația este de 8.472 locuitori, determinată în 30 septembrie 2019, prin actualizare statistică[*].